# سان گوان
سان گوان 
(به مالتی: San Ġwann) شهری در ناحیهٔ هاربور شمالی واقع در کشور مالت است که در سال ۱۹۹۵ میلادی ۱۲٫۰۱۱ نفر جمعیت داشته اما جمعیت آن در سال ۲۰۰۵ میلادی ۱۲٫۶۳۰ نفر بوده‌است.